# عنکبوت گرگی خط‌سفید
عنکبوت گرگی خط‌سفید (نام علمی: Rabidosa hentzi) نام یک گونه از تیره عنکبوت‌های گرگی است.